# 森淳一
森 淳一（もり じゅんいち、1967年1月5日 - ）は、日本の映画監督。株式会社ロボット映画部所属。

## 人物
東京都生まれ。テレビドラマの助監督を経て、自身の脚本『Laundry』が2000年サンダンス・NHK国際映像作家賞 日本部門を受賞、同作品で監督デビュー。

## 作品

### 映画
- Laundry（2002年3月9日、出演：窪塚洋介 小雪 内藤剛志）
- 恋愛小説（2004年3月14日WOWOWにて放送、同年6月19日劇場公開）
- アマレット（2004年12月25日）
- 重力ピエロ（2009年5月23日）
- リトル・フォレスト
  - 夏編・秋編（2014年8月30日）
  - 冬編・春編（2015年2月14日）
- 見えない目撃者（2019年9月20日）[1]

### テレビドラマ
- 踊る大予告編 第二部（フジテレビ）
- 美少女H2 第19話「18歳のウソ」（フジテレビ）
- Nail ネイル 第3話 - 第6話（WOWOW）
- TOYD トイド（WOWOW）
- ドラマW 恋愛小説（WOWOW）
- 蛇のひと（WOWOW）
- 破門（BSスカパー）
- イアリー 見えない顔（WOWOW）
- サムのこと（dTV）[2]
- CODE-願いの代償-（日本テレビ）

### CM
- 早稲田アカデミー
- NTT東日本 フレッツ光（出演：SMAP）

### ミュージックビデオ
- レミオロメン「3月9日」(出演:堀北真希)
- GReeeeN「人」(出演:大東俊介)
- レミオロメン「恋の予感から」「花鳥風月」(出演:田中圭、アンジェラベイビー)
- DREAMS COME TRUE「ANOTHER JUNK IN MY TRUNK」「POIZON CENTRAL」

## 受賞歴
- サンダンス・NHK国際映像作家賞 日本部門2000 「Laundry」
- ギャラクシー賞 テレビ部門大賞「TOYD トイド」